# Martha Asunción Alonso
Martha Asunción Alonso (Madrid, 1986) es una poeta, traductora y profesora española.

## Trayectoria
Es doctora en Filología Francesa por la Universidad Complutense de Madrid, con una tesis sobre la narradora guadalupeña Maryse Condé, cuya obra traduce al español. Posee además un Máster en Historia del Arte por la Universidad de Zaragoza.
Compagina la creación literaria con la docencia en Francia, habiendo residido tanto en la Francia hexagonal como de ultramar (isla de Guadalupe). Asimismo, ha trabajado en la Universidad de Extremadura (Cáceres) y en la Universidad de Tirana (Albania). Actualmente, enseña en la Universidad de Alcalá de Henares.
Su obra poética ha sido incluida en múltiples antologías de poesía española reciente y traducida al inglés, al griego, al rumano y al albanés.
La autora ha publicado los poemarios Cronología verde de un otoño (2009, Premio Blas de Otero de la UCM, Ediciones UCM), Crisálida (2010, Premio Nuevos Creadores de la Academia de Buenas Letras de Granada, Editorial Alhulia), Detener la primavera (2011, Premio Antonio Carvajal, Ediciones Hiperión), La soledad criolla (2013, Ediciones Rialp, premio Adonáis), Skinny Cap (2014, Libros de la Herida), Wendy (2015, Pre-Textos, VII Premio de Poesía Joven de RNE) y Balkánica (2018, Torremozas, Premio Carmen Conde de Poesía de Mujeres).
En 2012, su poemario Detener la primavera recibió una nueva distinción: el Premio Nacional de Poesía Joven Miguel Hernández, otorgado por el Ministerio de Cultura. 

## Obra poética y narrativa
- Literatura universal  (2025: Isla Elefante)
- Cartas a Nensi (2023: Sevilla, Algaida, Premio de Narrativa Kutxa)
- Balkánica (2018: Madrid, Torremozas, Premio Carmen Conde)
- Wendy (2015: Madrid, Pre-Textos, Premio de Poesía Joven RNE)
- No tan joven (2015: Logroño, Ediciones del 4 de agosto)
- Autorretrato (2015, plaquette: Valencia, Ejemplar Único)
- Skinny Cap (2014: Sevilla, Libros de la Herida)
- La soledad criolla (2013: Madrid, Rialp, Premio Adonáis)
- Detener la primavera (2011: Madrid, Hiperión, Premio de Poesía Joven «Antonio Carvajal» y Premio Nacional de Poesía Joven)
- Crisálida (2010: Sevilla, Alhulia, Premio Nuevos Creadores de la Academia de Buenas Letras de Granada)
- Cronología verde de un otoño (2009: Madrid, UCM, Premio Blas de Otero)

## Premios y reconocimientos
- 2023 - Premio de Narrativa Kutxa Ciudad de Irún
- 2018 - Premio Carmen Conde de Poesía Joven
- 2015 - Premio Nacional de Poesía Joven de RNE
- 2012 - Premio Adonáis de Poesía
- 2012 - Premio Nacional de Poesía Joven Miguel Hernández.[6]
- 2011 - Premio de Poesía Joven «Antonio Carvajal»
- 2010 - Premio Nuevos Creadores de la Academia de las Buenas Letras de Granada
- 2009 - Premio Blas de Otero